# Točno u podne
Točno u podne (eng. High Noon) američki je crno-bijeli vestern iz 1952. godine, redatelja Freda Zinnemanna, s Garyjem Cooperom u glavnoj ulozi. Radnja govori o šerifu grada na Divljem zapadu, koji se potpuno sam mora suprotstaviti bandi ubojica.
Film Točno u podne jedan je od klasika žanra vesterna, svrstan među najutjecajnije filmove svih vremena. Oživio je karijeru holivudske legende Garyja Coopera, koji je u njemu dao jednu od svojih najupečatljivijih uloga, a svijetu je predstavio novu zvijezdu, buduću monegašku princezu Grace Kelly. Imao je velikog uspjeha kod kritike i publike te bio nagrađen s četiri Oscara.

## Radnja
Na dan svog vjenčanja i posljednji dan u službi, šerif grada Hadleyvillea Will Kane (Gary Cooper), saznaje da se Frank Miller, čovjek kojeg je prije nekoliko godina poslao u zatvor, vraća vlakom u podne kako bi se osvetio. Premda isprva napušta grad s novom suprugom Amy (Grace Kelly), Kane se, gonjen jakim unutarnjim osjećajem odgovornosti, ipak odluči vratiti i suprotstaviti Milleru. No, kad od građana koje je godinama štitio zatraži pomoć, oni mu redom okreću leđa i savjetuju ga da pobjegne. Njegovu odluku o ostanku ne razumije ni vlastita supruga, a zamjenik Harvey Pell (Lloyd Bridges) napušta ga. Jedinu podršku Kane ima u nekadašnjoj ljubavi, Meksikanki Helen Ramirez (Katy Jurado).
Millerova banda čeka gazdu na željezničkoj stanici. Miller (Ian MacDonald) konačno stiže i razbojnici polaze u potragu za Kaneom. Amy i Helen su zajedno krenule vlakom iz grada, no Amy u posljednji trenutak odustaje od odlaska i vraća se u grad kako bi pomogla suprugu. U revolveraškom obračunu koji slijedi, Kane, uz pomoć Amy, uspijeva pobiti sve razbojnike. Film završava tako što ljudi izlaze iz svojih domova, a Kane baca šerifsku zvijezdu u prašinu te s Amy bez riječi sjeda na zapregu i napušta grad.

## Glumci
- Gary Cooper - šerif Will Kane
- Thomas Mitchell - gradonačelnik Jonas Henderson
- Lloyd Bridges - zamjenik Harvey Pell
- Katy Jurado - Helen Ramirez
- Grace Kelly - Amy Fowler Kane
- Ian MacDonald - Frank Miller
- Lee Van Cleef - Jack Colby
- Otto Kruger - sudac Percy Mettrick
- Lon Chaney, Jr. - Martin Howe
- Harry Morgan - Sam Fuller
- Eve McVeagh - Mildred Fuller
- Morgan Farley - propovjednik
- Harry Shannon - Cooper
- Robert J. Wilke - Pierce
- Sheb Wooley - Ben Miller
- Jack Elam - pijanac Charlie

## Produkcija
Film je snimljen prema pripovijesti Johna W. Cunninghama, "The Tin Star" ("Limena zvijezda"). Austrijsko-američki redatelj Fred Zinnemann (Odavde do vječnosti, Čovjek za sva vremena) Točno u podne je zamislio i režirao tako da se vremenski podudara trajanje priče i stvarno trajanje filma: radnja počinje u 10:35, a završava "točno u podne", što je vrijeme trajanja filma - 85 minuta. Time je Zinnemann postigao stalan rast napetosti, što je dodatno pojačao korištenjem krupnih planova Coopera, iz kojih je izbijao očaj i osamljenost. Nekoliko antologijskih, vizualno veličanstvenih scena postigao je korištenjem kamere na kranu, koja se, premda nije u potpunosti bila novost, nije pretjerano koristila u kinematografiji tog vremena. Također je inzistirao na, prema njemu, upečatljivijoj crno-bijeloj fotografiji.
Film je sniman sa, čak i za ono vrijeme skromnim budžetom od 750.000 dolara, snimanje je trajalo samo 32, a montaža još sedam dana.

### Glazba
Glazbu za film napisao je Dimitri Tiomkin, jedan od najcjenjenijih i najzaposlenijih skladatelja filmske glazbe u tadašnjem Hollywoodu. Stihove za pjesmu "Do Not Forsake Me, Oh My Darlin' (The Ballad of High Noon)" napisao je Ned Washington, a otpjevao ju je country pjevač Tex Ritter, otac glumca Johna Rittera.

## Reakcije

### Kritika
Premda danas smatran klasikom i poznat kao omiljeni film većine američkih predsjednika od Eisenhowera nadalje, Točno u podne je u vrijeme svog pojavljivanja izazvao brojne kontroverze. Dotiče se brojnih tema koje nisu bile karakteristične za vesterne, kao što su odgovornost pojedinca, otuđenje, licemjerje i drugo. Scenarist i producent Carl Foreman završio je pred Vijećem za protuameričko djelovanje zastupničkog doma Kongresa, pod optužbama za komunističku propagandu (bilo je to vrijeme antikomunističke histerije izazvane djelovanjem senatora McCarthyja). Nakon što ga je Vijeće proglasilo "nekooperativnim" jer je odbio svjedočiti protiv kolega iz filmske industrije, Foreman je dospio na "Hollywoodsku crnu listu" te je ušao u sukob s drugim producentom filma, Stanleyem Kramerom, nakon čega je preselio u Englesku jer je "znao da nikad više neće naći posao u SAD-u".
Nakon premijere, film je doživio kritike nekih važnih holivudskih imena. John Wayne ga je prezirao jer je slutio (što je Foreman kasnije potvrdio kao točno) da predstavlja alegoriju za "crnu listu", koju je Wayne, zajedno s prijateljem Howardom Hawksom aktivno podupirao. Godine 1971. Wayne je dao intervju časopisu Playboy, u kojem je još jednom ponovio da mu nije žao što je pomogao da Foreman bude izgnan iz Hollywooda, a Točno u podne je nazvao "naj-neamerikanskijom stvari koju sam u životu vidio" ("the most un-American thing I’ve ever seen in my whole life")
Kritiziran je i odabir Coopera za ulogu Kanea, s obzirom na to da je od partnerice Grace Kelly bio stariji punih 28 godina, te je nazvan prestarim, što je i sam smatrao prije prihvaćanja uloge.
Na portalu RottenTomatoes.com čak 96% kritičara dalo je filmu pozitivnu ocjenu. Između ostalih, kritičar Scott Weinberg nazvao je Točno u podne "smrtonosno briljantnim vestern-noirom".

### Zarada
Točno u podne je u svjetskoj distribuciji zaradio 18 milijuna dolara, što je izuzetno dobar rezultat s obzirom na budžet od samo 750.000 dolara.

### Nagrade i nominacije
Gary Cooper je za ulogu šerifa Kanea dobio Oscara za najboljeg glavnog glumca. Ironično, nagradu je na dodjeli u veljači 1953. preuzeo John Wayne jer je Cooper bolovao od čira. Film je nagrađen i Oscarom za najbolju montažu, najbolju originalnu glazbu te za najbolju originalnu pjesmu ("Do Not Forsake Me, Oh My Darlin'").
Točno u podne je Američki filmski institut (AFI) svrstao na 27. mjesto najboljih filmova svih vremena.

## Nastavak filma i obrade
Nastavak filma, High Noon Part II: The Return Of Will Kane, snimljen je 1980., 28 godina nakon originala. Šerifa Kanea utjelovio je Lee Majors. Iste je godine snimljen ZF film Outland, koji se pričom naslanja na scenarij filma Točno u podne; u glavnoj ulozi pojavio se Sean Connery.
Godine 2000. snimljen je remake filma, u kojem su glumili Tom Skerritt i Michael Madsen.

## Vanjske poveznice
- Točno u podne u internetskoj bazi filmova IMDb-a
- Točno u podne na Rotten Tomatoes